# Моля те, Нептуне!
Моля те, Нептуне! е български телевизионен игрален филм  (драма) от 2017 г. по сценарий на Зора Нейкова. Режисьор е Петър Гайтанджиев, а оператори Боян Манолов.
Филмът е по идея на Ралица Димитрова.

## Сюжет
В детски летен лагер 7-годишният Емо е срамежливо момче с една голяма мечта и с една тъжна тайна. Новата му приятелка – малката Мила, иска да му помогне и винаги е до него. Тя силно вярва, че морският цар Нептун ше сбъдне желанието на Емо. На негова страна е още един приятел – спасителят бате Боби.
Той разбира за мечтата на момчето и измисля план за действие, така че тя да стигне по-бързо до бог Нептун.
Филмът е сниман на плажа пред и в къмпинг „Китен“ (гр. Китен).

## Актьорски състав
| В главните роли      | Изпълнител      |
| -------------------- | --------------- |
| Емо                  | Андрей Йосифов  |
| Мила                 | Дияна Чаушева   |
| спасителят бате Димо | Филип Аврамов   |
|                      | Сандра Петрова  |
|                      | Красимир Кирчев |

и деца от театралните школи „Липа“ (гр. София), „Слънчова планета“ (гр. Бургас) и Националното музикално училище „Любомир Пипков“ (гр. София).